# Johnny Hates Jazz
 (juin 2014).
Si vous disposez d'ouvrages ou d'articles de référence ou si vous connaissez des sites web de qualité traitant du thème abordé ici, merci de compléter l'article en donnant les références utiles à sa vérifiabilité et en les liant à la section « Notes et références ».

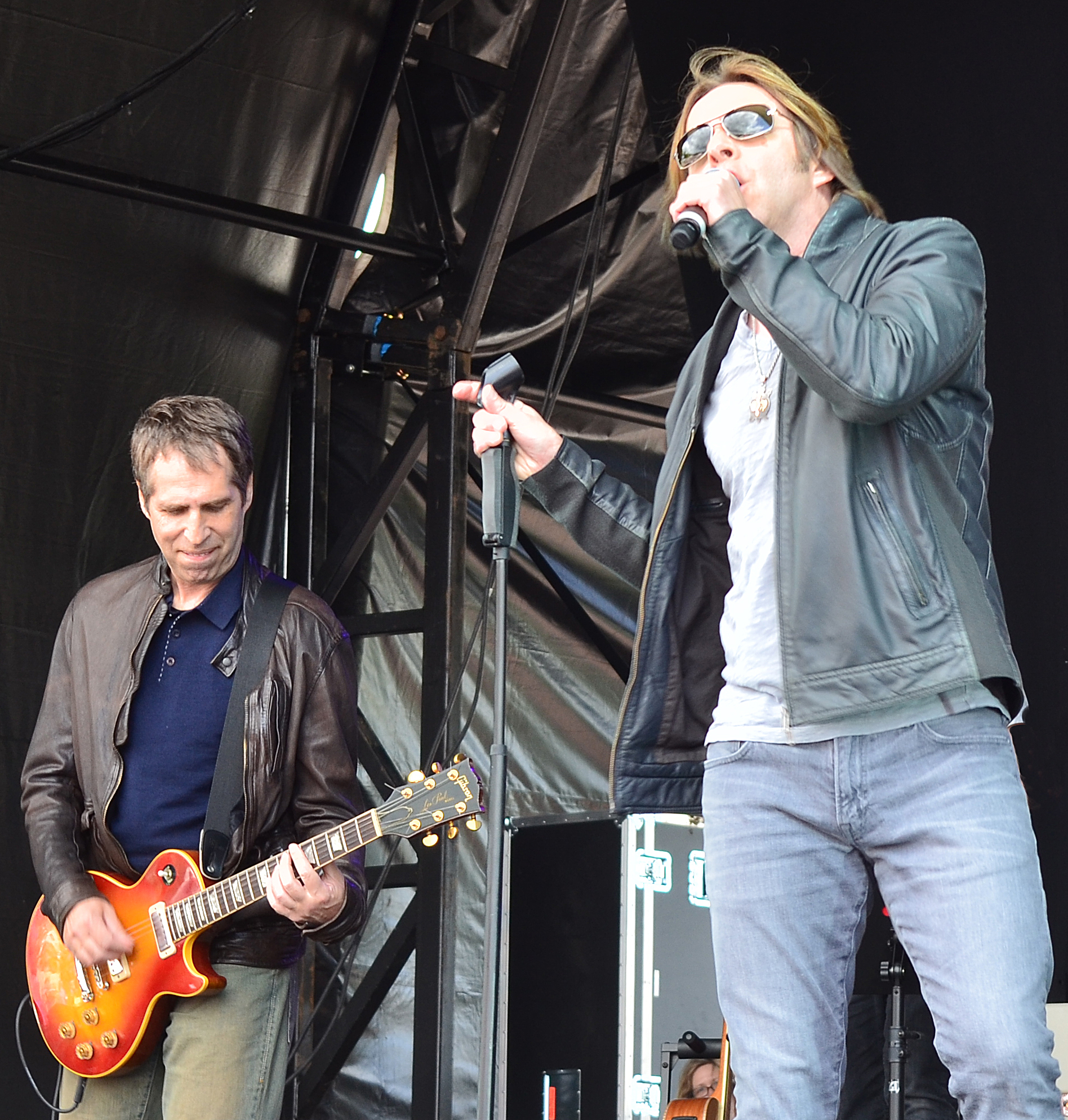
Johnny Hates Jazz en 2014.

Johnny Hates Jazz est un groupe de musique pop anglais formé en 1986 par les Anglais Clark Datchler (chant, claviers, guitare), Calvin Hayes (claviers, batterie) et l'Américain Mike Nocito (basse).
En avril 1987, le groupe connait un succès international avec son premier single, intitulé Shattered Dreams.

## Carrière

### Années 1980
Clark Datchler et Calvin Hayes proviennent de familles impliquées dans le monde de la musique : Fred Dachtler, le père défunt de Clark Dachtler, était membre de deux groupes des années 1950, Les Stargazers et Les Polkadots ; Calvin Hayes est le fils de l'ancien producteur de disques, Mickie Most. Mike Nocito est originaire d'une famille américaine installée en Europe avec les forces armées américaines après la Seconde Guerre mondiale.
Le trio se rencontre dans le début des années 1980, tout en travaillant sur divers projets au sein des RAK Studios à Londres. Clark Datchler, qui a sorti son premier single solo à l'âge de 16 ans, avait signé chez Warner Bros Records et RAK Records au moment où Johnny Hates Jazz a été créé, fin 1985. Calvin Hayes a été un membre fondateur du groupe Hot Club (dont Clark Datchler devint le chanteur principal) et a également dirigé le département A & R de RAK Records. Mike Nocito était un ingénieur du son, ayant travaillé avec Pink Floyd, The Police, The Cure et Duran Duran. Le nom du groupe fait référence au beau frère de Fred Dachtler, Johnny, qui détestait le jazz. Ironie du sort, le groupe s'est fait connaitre dans un jazz club et ils ont, peu de temps après, signé un contrat chez Virgin Records.
En avril 1986, sort chez RAK le premier single de Johnny Hates Jazz, Me and My Foolish Heart. Il est diffusé de nombreuses fois grâce au magazine Sounds qui l'a déclaré hit de la semaine, mais n'a pas rencontré le succès. Le single suivant, Shattered Dreams, publié par Virgin Records l'année suivante, donne l'occasion au groupe faire des apparitions sur les programmes de télévision comme Top Of The Pops et Wogan. Johnny Hates Jazz apparait également sur les couvertures de magazines tels que NME et Smash Hits. Shattered Dreams devient un succès mondial, atteignant le top 5 au Royaume-Uni, en Australie et dans de nombreux pays européens. Il est également un succès en Asie, atteignant le numéro 2 au Japon.
En 1987, la chanson I Don't Want To Be A Hero suit et consolide leur succès dans les classements. Leur single suivant, Turn Back the Clock, avec Kim Wilde aux chœurs, sort en novembre 1987. Le premier album de Johnny Hates Jazz Turn Back The Clock, est publié en janvier 1988, visant les classements dans le monde entier. Il entre dans les classements au Royaume-Uni Albums à la première place, et obtient un double disque de platine. Le mois suivant, ils atteignent encore les classements avec leur quatrième single de l'album, Heart Of Gold.
Toujours en 1987, Shattered Dreams atteint la place n° 2 aux États-Unis dans le Billboard Hot 100, et est n° 1 sur le classement AOR. Le vidéo-clip en noir et blanc, réalisée par le réalisateur hollywoodien David Fincher, est diffusée sur MTV. Shattered Dreams a depuis été joué plus de 3,2 millions de fois à la radio et à la télévision, rien qu'aux États-Unis, ce pour lequel Clark Datchler recevra un prix IMC en octobre 2010.
I Don't Want To Be A Hero est arrivé dans le top 40 américain à la fin de 1988. L'année suivante, sort aux États-Unis le troisième single Turn Back The Clock, qui atteint le numéro 1 dans les classements américains. À ce jour, Turn Back The Clock s'est vendu à quatre millions d'exemplaires.

### Années 1990
Depuis son départ de Johnny Hates Jazz à la fin de 1988, Clark Datchler enregistre deux albums solo : Fishing for Souls et Tomorrow. Mike Nocito et Calvin Hayes jouent sous la bannière de Johnny Hates Jazz pour enregistrer un album intitulé Tall Stories (sorti en 1991) avec le producteur de disques Phil Thornalley, remplaçant Datchler en tant que chanteur. Nocito et Hayes continuent à écrire et à produire, notamment pour Hepburn, Gina G, Chrissie Hynde, Orson et la gagnante du Concours Eurovision de la chanson 1997, Katrina and the Waves pour la chanson Love Shine a Light. Ils ont également fait en 2008 des tournées avec Johnny Hates Jazz, avec Danny Saxon au chant.

### Années 2000
En 2009, Datchler, Calvin Hayeset Nocito décident d'unir leurs forces une fois de plus et relancent Johnny Hates Jazz. Ils répètent pour les spectacles en live, et ont joué au Festival de Rewind, le 22 août 2010. Ils travaillent également sur un nouvel album.

## Membres du groupe
- Clark Datchler (né le 27 mars 1964, Sutton, Surrey) - chanteur claviériste / guitariste (1986 - 1988; 2009 - aujourd'hui)
- Mike Nocito (né le 5 août 1960, Wiesbaden, Allemagne de l'Ouest) - bassiste.
- Calvin Hayes (né le 23 novembre 1962) - clavier/batteur.

## Discographie

### Albums
- 1987 : Turn Back the Clock (Virgin Records) ; n° 1 au Royaume-Uni, n° 56 aux États-Unis ;
- 1991 : Tall Stories (Virgin Records) ;
- 2013 : Magnetized (Interaction Music).

### Compilations
- 1993 : The Very Best Of Johnny Hates Jazz - (Documents Disky) ;
- 2000 : Meilleur des années 80 (Documents Disky) ;
- 2003 : The Very Best Of Johnny Hates Jazz (EMI Gold).

### Singles
Singles Charts Royaume-Uni et États-Unis :
- 1986 : Me and My Heart Foolish
- 1987 : Shattered Dreams
- 1987 : I Don't Want to Be a Hero
- 1987 : Turn back the clock
- 1988 : Heart of Gold
- 1988 : Don't Say It's Love
- 1989 : Me And My Foolish Heart
- 1989 : Turn the Tide
- 1991 : The Last To Know
- 1991 : Let Me Change Your Mind Tonight

Note
- Shattered Dreams et I Don't Want to Be a Hero n'ont pas été publiés aux États-Unis jusqu'en 1988.